# Facundo Agudin
Facundo Agudin (*Buenos Aires, 30 de diciembre de 1971) es un director de orquesta argentino. Establecido en Suiza desde 1996.

## Biografía
Hijo del prestigioso profesor de física nuclear Jorge Luis Agudin,
Facundo Agudin concurrió al Collegium Musicum de Buenos Aires y al Camping Musical Bariloche, se gradúa como director de orquesta en la UCA Universidad Católica Argentina donde fue alumno de Roberto Caamaño, perfeccionándose en la Schola Cantorum Basiliensis donde estudia canto con Dennis Hall y Jeanne Roth. 
Director de Musique des Lumières (MDL), de la Orquesta Sinfónica del Jura y de la Compañía Opera Oblicua, conjunto de su creación.
Ha dirigido la Orquesta de Kislovodsk (2007), OSB Orchestre Symphonique Bienne (2007-2008), Czech-Philharmonic - Festival Prague Premières (2008), Orquesta Filarmónica de Buenos Aires (Teatro Colón, 2008 y 2009) y la Ópera de Armenia, orquesta CRT Torino, Sinfónica Aosta, Orchestra Classica Italiana, Basel Sinfonietta y otras.
Ha dirigido las óperas Don Giovanni, Le Nozze di Figaro, Die Zauberflöte ; la premier mundial de 1 Der schwarze Mozart de Andreas Pflüger, el Requiem de Christian Favre (Buenos Aires) y el doble Concierto para bandoneón y cembalo de A. Pflüger. 
En 2006, Agudin fue laureado con el Prix Culturel Interjurassien de los cantones de Jura y Berna.
Es director de Opera y Ballet de Armenia en Ereván y de la Orquesta Sinfónica Patagonia de la Universidad Nacional de Río Negro
En julio de 2010 dirige la ópera Giulio Cesare de Handel en el Teatro Argentino de La Plata con Paula Almenares y Cecilia Díaz entre otros.
En 2019 la Fundación Konex lo reconoció con un Diploma al Mérito como uno de los 5 mejores Directores de Orquesta de Música Clásica de la última década en la Argentina.
Reside en Delémont, Suiza.